# Zethes laudatus
Zethes laudatus là một loài bướm đêm trong họ Erebidae.